# Siegmund Kalinski
Siegmund Kalinski (* 21. März 1927 in Krakau; † 10. Dezember 2015) war ein polnisch-deutscher Allgemeinarzt und Journalist. Er war ein Überlebender des Holocaust.

## Leben

### Herkunft und Verfolgung
Siegmund Kalinski wurde 1927 als jüngstes von drei Kindern des jüdischen Kaufmanns Leopold Klausner geboren. Seine Eltern wurden nach 1939 in das Ghetto Bochnia zwangsweise umgesiedelt. 1942, mit den ersten Deportationen, wurde sein Vater abtransportiert, kurz darauf seine Mutter. Er sah seine Eltern nie wieder. Die Schwester lebte seit 1935 in Palästina, der Bruder ging in den Untergrund.
Er selbst wurde 1943 ins KZ Auschwitz-Birkenau deportiert und nach wenigen Wochen ins KZ Auschwitz III Monowitz. Er traf dort ihm bereits bekannte Häftlinge wieder, die ihm halfen und deren Hinrichtung er beiwohnen musste: Janek Grossfeld aus Krakau, Nathan Weissman aus Lodz und Leo Yehuda Diament aus Gelsenkirchen. Siegmund Kalinski sagte später: „Diesen dreien, Leo, Janek und Nathan, verdanke ich mein Leben. Sie halfen mir in den ersten schweren Tagen in Auschwitz, sie nahmen mich aus dem ‚Kieskommando Nr. 9‘, wo tagtäglich abends die Hälfte aller morgens ausgerückten Häftlinge nicht mehr zurückkam und ‚besorgten‘ mir einen Platz im Kommando 79 (Schlosser), später in Kommando 26 (Technisches Lager), wo die Arbeit nicht ganz so kräftezehrend war und man immerhin die Hoffnung haben konnte, abends überhaupt wieder ins Lager zurückzukommen.“
Den am 18. Januar 1945 beginnenden Todesmarsch über Gleiwitz, Mauthausen, Sachsenhausen, Oranienburg, Flossenbürg überlebte er. Ende April 1945 gelang Kalinski die Flucht, indem er in einer leeren Munitionskiste über den Rhein zur französischen Armee schwamm.

### Rückkehr nach Krakau
Mit 18 Jahren kehrte Kalinski in seine Heimat zurück. Von seinen Angehörigen hatte fast niemand überlebt. Der Name Klausner wurde „polonisiert“ und in Kalinski umgewandelt. 1947 legte er die Abiturprüfung in Krakau ab und nahm dort das Studium der Humanmedizin auf. Seinen Lebensunterhalt verdiente er als Conférencier und freier Journalist. Nach dem Examen arbeitete er unter anderem als Krankenhaus- und Werksarzt in Kattowitz.

### Als Arzt und Journalist in Deutschland
Kalinski floh 1963 nach Wien, 1965 kam er nach Deutschland. Als Assistenzarzt arbeitete er in Rheydt, Nordrhein-Westfalen, dann im Krankenhaus in Frankfurt-Höchst. 1968 wurde er zum Dr. med. promoviert und eingebürgert. Er ließ sich als praktischer Arzt in Frankfurt am Main nieder. Nachdem er die Facharztanerkennung und 1977 die Weiterbildungsermächtigung für Allgemeinmedizin erhalten hatte, bildete er mehr als fünfzig Ärzte aus und wurde 1984 Lehrbeauftragter für Allgemeinmedizin an der Universität in Frankfurt am Main. 1992 habilitierte er sich mit der Arbeit Allgemeinmedizin als Basis der Gesundheitsversorgung der Bevölkerung an der Jagiellonen-Universität Krakau. Im März 1996 gab er seine Arztpraxis an eine Nachfolgerin ab.
Über viele Jahre war Siegmund Kalinski in der ärztlichen Berufspolitik und als Medizinjournalist aktiv. In der Ärzte-Zeitung publizierte er unter dem Pseudonym Ironius fast 1500 Kolumnen.
1980 wurde er Mitglied der Delegiertenversammlung der Landesärztekammer (LÄK) Hessen, 1996 wurde er Mitglied des Vorstandes. Bei der Kassenärztlichen Vereinigung (KV) Hessen war er von 1981 bis 1996 Mitglied des Geschäftsausschusses in Frankfurt am Main.
Kalinski war Mitglied im Rat der Überlebenden des Fritz-Bauer-Instituts in Frankfurt am Main, einem Studien- und Dokumentationszentrum zur Geschichte und Wirkung des Holocaust.

## Veröffentlichungen (Auswahl)
- Siegmund Kalinski: Erinnerungen an Menschen in der Hölle von Auschwitz. In: Ärzte-Zeitung. 27. Januar 2005, S. 2.
- Siegmund Drexler, Siegmund Kalinski, Hans Mausbach: Ärztliches Schicksal unter der Verfolgung, 1933–1945 in Frankfurt am Main und Offenbach: eine Denkschrift. Verlag für Akademische Schriften, Frankfurt am Main 1990.

## Auszeichnungen (Auswahl)
- Johanna-Kirchner-Medaille der Stadt Frankfurt (1992)
- Dr. Richard Hammer-Medaille der Landesärztekammer Hessen (1992)
- Bundesverdienstkreuz 1. Klasse (1996)
- Ehrenplakette der Landesärztekammer Hessen in Silber (1997)
- Paracelsus-Medaille der deutschen Ärzteschaft (2008)
- Kaspar-Roos-Medaille des NAV-Virchow-Bundes (2009)[4]